# Draconema claparedii
Draconema claparedii is een rondwormensoort uit de familie van de Draconematidae. De wetenschappelijke naam van de soort is voor het eerst geldig gepubliceerd in 1867 door Mechnikov.